# Allgemeine Erklärung der Sprachenrechte

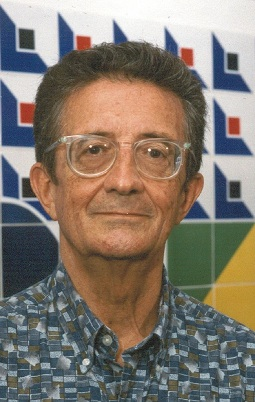
Francisco Gomes de Matos

Die Allgemeine Erklärung der Sprachenrechte (auch: Barcelona Declaration) wurde auf der Weltkonferenz der Sprachenrechte (6. bis 8. Juni 1996) in Barcelona beschlossen, in Anlehnung an die Allgemeine Erklärung der Menschenrechte. Sie betont unter anderem das persönliche Recht auf den Gebrauch einer eigenen Sprache.
Zu den Unterzeichnern gehören der internationale PEN-Club und verschiedene Nichtregierungsorganisationen, die sich für Sprachenrechte einsetzen, insbesondere für bedrohte Sprachen. Die Erklärung wurde bisher nicht von der UNESCO übernommen.
Die Idee einer Deklaration wurde erstmals 1984 vom Brasilianer Francisco Gomes de Matos vorgeschlagen.
Die wichtigsten dieser Rechte sind in Artikel 3 so definiert:
"1. Die vorliegende Erklärung betrachtet als unverzichtbare Einzelrechte, die in jeder Situation geltend gemacht werden können:
- das Recht, als Angehöriger einer Sprachgemeinschaft anerkannt zu werden;
- das Recht, sowohl in der Öffentlichkeit als auch privat die eigene Sprache und den eigenen Namen zu verwenden;
- das Recht, mit anderen Angehörigen der eigenen Herkunftsgemeinschaft in Kontakt zu treten und sich zusammenzuschließen;
- das Recht, die eigene Kultur zu erhalten und weiterzuentwickeln;
- sowie alle anderen sprachgebundenen Rechte, wie sie im Internationalen Pakt über bürgerliche und politische Rechte sowie von der Internationalen Konvention der Wirtschafts, Sozial und Kulturrechte vom 16. Dezember 1966 festgehalten werden.

2. Die vorliegende Erklärung ist der Ansicht, dass die Kollektivrechte der Sprachgruppen neben den im vorhergehenden Artikeln angeführten Rechten auch jene Rechte mit einschließen können, die den näheren Bestimmungen in Punkt 2 des Artikels 2 entsprechen;
- das Recht jeder Gruppe, die eigene Sprache und Kultur zu unterrichten;
- das Recht jeder Gruppe, über kulturelle Einrichtungen zu verfügen;
- das Recht jeder Gruppe auf eine gleichwertige Präsenz der eigenen Sprache und Kultur in den Medien;
- das Recht jedes Angehörigen der angeführten Gruppen, im Verkehr mit den Behörden und in den sozio-ökonomischen Beziehungen die schriftliche Beantwortung in der eigenen Sprache zu erhalten.

3. Die oben angeführten Rechte der Personen und der Sprachgruppen dürfen in keinem Fall die Beziehungen mit der Sprachgemeinschaft – die sie beherbergt – oder ihre Integration in diese behindern. Außerdem dürfen sie das Recht dieser Gemeinschaft oder ihrer Angehörigen auf uneingeschränkten Gebrauch ihrer Sprache in der Öffentlichkeit (in deren Gebiet) in keiner Weise behindern."